# Söhngeite
La söhngeite (simbolo IMA: Söh) è un minerale molto raro del supergruppo della perovskite, all'interno del quale viene collocato nel gruppo delle perovskiti non stechiometriche e da lì al sottogruppo della söhngeite; appartiene alla famiglia minerale degli "ossidi e idrossidi" e possiede composizione chimica Ga(OH)3.

## Etimologia e storia
Hugo Strunz è considerato lo scopritore della söhngeite, avendo trovato il minerale su campioni di germanite trasformati secondariamente con segregazioni di gallite raccolti all'inizio del 1965. Le indagini corrispondenti portarono alla scoperta della presenza di un nuovo minerale, che fu riconosciuto dall'Associazione Mineralogica Internazionale (IMA) nel 1965. Solo poco più tardi, sempre nel 1965, il minerale venne descritto come söhngeite da Hugo Strunz in un breve articolo.
La söhngeite prende il nome dal geologo Adolf Paul Gerhard Söhnge (1913–2006), che fu geologo capo della miniera di "Tsumeb" in Namibia dal 1950 al 1968.
Il campione tipo del minerale è conservato presso l'Università tecnica di Berlino (cotipo, collezione nº 86/69 in località 89-1).

## Classificazione
La classica nona edizione della sistematica dei minerali di Strunz, aggiornata dall'Associazione Mineralogica Internazionale (IMA) fino al 2009, elenca la söhngeite nella classe "4. Ossidi (idrossidi, V[5,6] vanadati, arseniti, antimoniti, bismutiti, solfiti, seleniti, telluriti, iodati)" e da lì nella sottoclasse "4.F Idrossidi (senza V od U)"; questa viene ulteriormente suddivisa in base alla struttura del minerale, in modo che la söhngeite possa essere trovata nella sezione "4.FC Idrossidi con OH, senza H2O; ottaedri che condividono un vertice" dove insieme a bernalite e dzhalindite forma il sistema nº 4.FC.05.
Tale classificazione viene mantenuta anche nell'edizione successiva, proseguita dal database "mindat.org" e chiamata Classificazione Strunz-mindat.
Nella Sistematica dei lapis (Lapis-Systematik) di Stefan Weiß la söhngeite si trova nella classe degli "ossidi" e nella sottoclasse degli "idrossidi e idrati ossidici (ossidi contenenti acqua con struttura stratificata)", dove forma il sistema nº IV/F.15 insieme a bernalite e dzhalindite.
Anche nella classificazione dei minerali secondo Dana, usata principalmente nel mondo anglosassone, la söhngeite è nella famiglia degli "ossidi e idrossidi" dove si trova nella classe degli "idrossidi e ossidi contenenti idrossidi" e nella sottoclasse degli "idrossidi e ossidi contenenti idrossidi con gruppi (OH)3 o (OH)6", dove forma il sistema nº 06.03.05 insieme a bernalite e dzhalindite.

## Abito cristallino
La söhngeite cristallizza nel sistema tetragonale nel gruppo spaziale P42/nmc (gruppo nº 137) oppure P42/n (gruppo nº 86) con le costanti di reticolo a = 7,4546 Å e c = 7,3915 Å.
Inizialmente si pensava avesse un sistema ortorombico o pseudo-cubico, ma ciò non si accordava a un idrossido appartenente alle perovskiti.

## Proprietà fisiche e chimiche
Il minerale mostra "accenni di scissione cubica", il che significa che è facilmente o indistintamente scindibile in tre direzioni: {100}, {010} e {001}. Con una durezza Mohs compresa tra 4 e 4,5, la söhngeite è uno dei minerali di media durezza che può essere graffiato con un coltellino tascabile, un po' più facilmente rispetto al minerale di riferimento (l'apatite). La densità misurata degli equivalenti sintetizzati del minerale è 3,84 g/cm³, la sua densità calcolata è 3,847 g/cm³.
La söhngeite è altamente solubile in acido cloridrico (HCl) e acido solforico (H2SO4).

## Origine e giacitura
La söhngeite è un prodotto di alterazione della germanite contenente gallite in zone di ossidazione di depositi idrotermali di minerali polimetallici contenuti in dolomia; la paragenesi è con germanite e gallite.
La söhngeite è un minerale molto raro ed è stato trovato solo nella sua località tipo, la miniera di "Tsumeb" (19.22704°S 17.72764°E) presso Tsumeb (regione di Oshikoto, Namibia).

## Forma in cui si presenta in natura
La söhngeite forma cristalli curvi, a forma di piastra o tabulari, che si uniscono per formare aggregati particolari di dimensioni fino a 1 cm. Una caratteristica è l'intercrescita orientata dei singoli cristalli a un angolo di 90° per formare aggregati cristallini. Questi aggregati vengono anche considerati formazioni a penetrazione multipla secondo una legge sconosciuta, che simulano una forma cristallina cubica. I cristalli sono spesso parzialmente disciolti e possono essere identificati solo visivamente se sono presenti gli aggregati caratteristici o i geminati di penetrazione.
Per lungo tempo si è supposto che tutte le söhngeiti presentassero le intercrescite descritte, ma sono noti anche monocristalli tabulari fino a 10 mm di dimensione e cristalli pseudocubici trasparenti, non geminati, fino a 1 mm di dimensione.
I cristalli e gli aggregati di söhngeite, da traslucidi a trasparenti, sono di colore bianco, giallo pallido, marrone pallido, giallo verdastro pallido o marrone; il colore del suo striscio è bianco.